# ロックマンエグゼ バトルチップGP
『ロックマンエグゼ バトルチップGP』（ロックマンエグゼ バトルチップグランプリ）は、2003年8月8日にカプコンから発売されたゲームボーイアドバンス専用のコンピュータゲームである。開発はインティ・クリエイツが担当。
『ロックマンエグゼ N1バトル』（ロックマンエグゼ エヌワンバトル）についても、対応機種がワンダースワンカラー、スワンクリスタルである点を除けば発売日、開発元、内容がほぼ同じ作品のため、本項で説明する。

## 概要
ロックマンエグゼシリーズに登場したバトルチップに焦点が絞られており、シリーズ本編にあるアクションゲームの反射性とトレーディングカードゲームの戦術性を融合させたシステムとはまた異なり、アクション性を廃した、戦術性重視の本作独自のものでバトルが行われる。プレイヤーはネットナビとバトルチップで構成された「プログラムデッキ」を使って数々のトーナメントを勝ち上がり、最終的にマスタートーナメントで優勝するのが目的となる。
プレイヤーは、熱斗とロックマンのみならず、新登場の2組を含めた全6組のキャラクター&ナビから主人公を選択することができ（『N1バトル』は熱斗とロックマンしか選べない）、それぞれ異なるストーリーが展開する。
セーブデータは2つまで作成することが可能。また、通信ケーブルを介さずとも24文字の「ナビコード」を使用することでプレイヤーのデータをやり取りすることができ（『バトルチップGP』『N1グランプリ』間でも可能）、それを利用した最大128人のトーナメントを開催することもできる。
また、『ロックマンエグゼ N1バトル』はカプコンが発売した唯一のワンダースワン用ソフトだった。

## キャラクター

### プレイヤーキャラクター
プレイヤーとなるのは以下の6人とそのナビである。キャラクターはその名前と別に、大会参加時にプレイヤーが自由に「エントリーネーム」をつけることが可能。
光 熱斗（ひかり ねっと）
幾度となく世界を救ってきた小学生。伊集院炎山に勝利することを目標としてGPに参加する。
ロックマン
熱斗のネットナビ。熱斗とのコンビネーションは抜群。
桜井 メイル（さくらい メイル）
熱斗の幼なじみの女の子。熱斗に思いをよせる小学生。自分が原因で風邪をひき、GPに参加できなくなった熱斗に代わりGP参加を決意する。
ロール
メイルのネットナビ。攻撃よりも回復が得意。
大山 デカオ（おおやま デカオ）
熱斗の同級生で熱斗をライバル視しているガキ大将。熱斗もGPに参加していることを知り、俄然気合が入っている。
ガッツマン
デカオが操る、力自慢のネットナビ。作中では英字表記が"GATSMAN"となっているが、正しくは"GUTSMAN"である。
伊集院 炎山（いじゅういん えんざん）
小学生でありながら、政府公認でネット犯罪を解決する「オフィシャルネットバトラー」のエース的存在。ある任務を受けてGPに参加。
ブルース
剣を得意とする炎山のネットナビ。作中では英字表記が"BLUCE"と記なっているが、正しくは"BLUES"である。
轟 快太（とどろき かいた）
本作のオリジナルキャラクター。熱斗に命を救われて以来、熱斗に憧れている小学生。
ターボマン
レーシングカーのような姿をした快太のネットナビ。
都輪 マリィ（とわ マリィ）
本作のオリジナルキャラクター。やいとの家に滞在している交換留学生。ペースメーカーを体内に入れているため、運動が不得意。
リング
マリィのネットナビ。マリィとは対照的に明るく積極的な性格。GPで優勝して有名になればマリィに友達がたくさんできると考えてGP参加登録をしてしまう。

### その他
綾小路 やいと（あやのこうじ やいと）
熱斗の同級生でバトルチップGPのスポンサー。
グライド
やいとのネットナビ。執事のような身のこなしをしている。
大山 チサオ
デカオの弟。
これ以外にも、『ロックマンエグゼ』～『ロックマンエグゼ3』で登場したネットナビとそのオペレーターが（本編では戦えないモブキャラクターやナビも含め）グランプリ参加者などで多数登場する。

## ゲームモード
バトルチップGP
フリーバトル
通信対戦 / トーナメント

## バトルシステム
本作はすべて1対1のナビ同士のバトルであり、プレイヤーは、お互いにバトルチップで構成した「プログラムデッキ」を使用して戦う。

### プログラムデッキ
最大11枚（9枚+2枚）までのバトルチップと、ナビチップ1枚で構成する。
ナビチップ
バトルで使用するナビを指定するチップ。必ず1枚セットしなければならず、他のチップが無くても自身の能力を生かした技を使うことが出来る。
デフォルトではそのプレイヤーのナビ（熱斗ならロックマン）がセットされているが、他のナビチップをセットすることで、そのナビに交代してバトルを行うことができる。
ナビごとにHPと容量(MB)が異なっており、容量はバトルチップの構成に影響する。
バトルチップ
ナビチップに武装させるチップで、0～9枚までセットできる（必須ではなく、1枚もセットしなくとも良い）。チップをセットする場所は自由だが、その容量(MB)の合計がナビチップの容量以内でなければならない。また、セットする場所によってバトル中に選択（使用）される確率や順番が異なってくるため、配置にも戦術性が問われる。
本作ではナビだけでなく、バトルチップにも個々にHPが設定されており、ナビのみならずバトルチップにもダメージを及ぼす攻撃も多数存在する。HPがなくなったバトルチップはデッキからデリートされ、そのバトル中は使用できなくなってしまう。
スロットインチップ
バトルチップを2つまでセットできる枠（必須ではなく、1枚もセットしなくとも良い）で、ここにセットしたチップは任意のタイミングで使用できる。スロットインできるチップの容量は、ナビチップとは別に、その時のデッキに定められた容量以内のものに限られる。
基本的に破壊されることはないがバトル中1度しか使用できず、また条件によっては使用に失敗することもある。

### 進行
戦闘は自動で行われ、進行の早送りも可能。
1. ターン開始時に、プログラムデッキの9枠から一定の法則で3枠が自動で選ばれる（この選択された組み合わせを「アクションプラン」という）。この時、チップがセットされていない枠も選択対象となる。
  - スロットインゲージ（後述）が50%を超えていた場合、1度だけアクションプランの再選択が可能。
2. アクションプラン選択後、お互いのナビが交互に選択された順番でバトルチップを使用する（どちらが先攻となるかは、ターン数やナビ同士のパラメータによって決まる）。セットされていない枠の場合、その手番でナビは行動できない。
  - アクションプランとは別に、プレイヤーはバトル中1枚につき1回だけ、任意のタイミングで「スロットインチップ」を使用することが可能。ただしスロットインゲージによって成功の確率が決まり、失敗するとチップを失うだけで効果は不発に終わる。
3. ターンの最後に、ナビチップにセットされているナビが自ら攻撃を行う。

以上をどちらかのナビのHPが0になるか、10ターンが経過するまで繰り返す。10ターン経過しても決着がつかなかった場合は判定となる。
スロットインゲージ
プログラムデッキの下部に表示されているゲージ。1回行動するごとに5%ずつ上昇して行き（最大100%）、パーセンテージがそのままスロットインチップ使用の成功率となる。スロットインチップ使用後は成功・失敗を問わずゲージは0%になる。
また、上述の通り、アクションプランの再設定にも使用可能。
チップインジケータ
バトルチップが今どれだけのHPを持っているかを表すゲージ。バトルチップの下部に表示される。
ガードボックス
防御系のバトルチップが、使用時にセットされる枠で、それらの効果が発動中であることを示す。1枚までしかセットできず、さらにガードボックスにチップがセットされる場合、前のチップは上書きされる（重複不可）。またセットされている（効果を発揮している）のは最大でもそのターン中までで、仮に破壊などをされていなくても、ターン終了時にはボックスから取り除かれる。